# Juan Ramón Balcarce
Juan Ramón Balcarce (Buenos Aires, 16 marzo 1773 – Concepción del Uruguay, 12 novembre 1836) è stato un politico e militare argentino.

## Biografia
Era il fratello maggiore di Antonio e Marcos. Combatté gli inglesi durante l'invasione del 1807 sotto il comando di Santiago de Liniers. Con l'inizio della guerra d'indipendenza argentina Balcarce si unì alla spedizione di Manuel Belgrano contro l'Alto Perù. Fu governatore di Buenos Aires a fasi alterne tra il 1818 ed il 1820. Fuggito a Montevideo dopo che una rivolta lo aveva rovesciato, visse in esilio per due anni. Rientrato fu poi nominato ministro della Guerra da Manuel Dorrego e successivamente inviato in Brasile per tentare, invano, di rinegoziare il trattato di pace che aveva posto fine alla guerra argentino-brasiliana.
In seguito al rovesciamento di Dorrego da parte degli unitarios di Juan Lavalle, Balcarce fu imprigionato ed esiliato in Uruguay. Dopo la caduta di Lavalle, fu nominato ministro della guerra da parte del governatore bonaerense Juan José Viamonte. Il successore di Viamonte, Juan Manuel de Rosas, confermò Balcarce e lo pose a capo di un esercito costituito per annientare la Liga Unitaria guidata da José María Paz.
Eletto governatore di Buenos Aires nel dicembre 1832 Balcarce iniziò una politica di tolleranza e tagliò i fondi a Rosas, impegnato in una campagna militare contro i nativi alle frontiere della provincia. Quest'ultima misura spinse gli uomini del futuro Restaurador ad organizzare una rivolta che fece cadere il governo bonaerense. Costretto nuovamente a fuggire Balcarce riparò nella provincia di Entre Ríos ponendosi sotto la protezione del governatore locale Pascual Echagüe.
I suoi resti riposano nel cimitero della Recoleta di Buenos Aires.